# 齿叶吊石苣苔
齿叶吊石苣苔（学名：Lysionotus serratus）为苦苣苔科吊石苣苔属下的一个种。

## 扩展阅读
- 維基物種上的相關：齿叶吊石苣苔